# 建武中元
建武中元（けんぶちゅうげん）は、後漢の光武帝劉秀の治世に行われた2番目の元号。56年 - 57年。『後漢書』の光武帝紀では中元となっているが、祭祀志・東夷伝（倭伝）では「建武中元」となっており、「中元」は「建武中元」の誤写か省略だと考えられている。

## 出来事
- 元年
  - 2月：泰山で封禅の儀を行う。
  - 4月：改元して建武32年を建武中元元年とする。
- 2年
  - 1月：倭奴国王の使者が来朝。倭奴国王印（印綬）を授ける。
  - 2月：光武帝崩御。明帝劉荘が即位。

## 西暦・干支との対照表
| 建武中元 | 元年 | 2年  |
| 西暦     | 56年 | 57年 |
| 干支     | 丙辰 | 丁巳 |

| 前の元号 建武 | 中国の元号 後漢 | 次の元号 永平 |